# Sveriges U19-herrlandslag i innebandy
Sveriges U19-herrlandslag i innebandy spelade sin första landskamp den 2 december 1995. Svenskarna vann då med 11–3 mot Lettlands A-landslag i Ljungsbro.